# Jugo de lúcuma
"Jugo de lúcuma" es una canción compuesta por el músico argentino Luis Alberto Spinetta incluida en el primer álbum de la banda Invisible lanzado en 1974, séptimo álbum en el que tiene participación decisiva Spinetta. Los integrantes de la banda que interpretan el tema son Luis Alberto Spinetta (voz y guitarra), Pomo Lorenzo (batería) y Machi Rufino (bajo).
El álbum fue incluido en la posición #65 entre los 100 mejores álbumes del rock argentino por la revista Rolling Stone. Notablemente ninguno de sus temas figuran en las listas de las mejores canciones de Spinetta.
En el megarrecital Spinetta y las Bandas Eternas organizado por Luis Alberto Spinetta en 2009 para celebrar sus 40 años en la música, Spinetta interpretó dos temas del álbum, "Jugo de lúcuma" y "Lo que nos ocupa es esa abuela la conciencia", este último del simple anexo al álbum.

## Contexto
Spinetta venía de disolver su banda Pescado Rabioso a mediados del año anterior y de grabar un disco solista, Artaud, bajo del nombre de Pescado Rabioso, que ha sido considerado mayoritariamente como el mejor álbum de la historia del rock argentino. Artaud significó un momento decisivo, tanto en la búsqueda estilística que Spinetta venía haciendo desde sus orígenes con Almendra, como para el panorama del rock nacional, dejando atrás el blues-rock que caracterizó a Pescado Rabioso -bajo la influencia de Pappo's Blues- y que la hizo una de las bandas de rock más populares de Argentina.

Viendo con perspectiva lo que fue Pescado Rabioso, creo que se dio un procedimiento al revés que el de Almendra. Si el primer disco de Almendra fue dulce y el segundo fue agresivo, en Pescado sucedió que a la altura del segundo disco yo traté de almendrizar el sonido. Después, en Invisible, creo que llegué a la toma de conciencia de un punto de equilibrio entre ambos mundos.
Luis Alberto Spinetta

1973 fue para Argentina un año de relativa esperanza democrática, ya en 1974 y con el gobierno peronista dividido en dos facciones:  de izquierda , ERP,  montoneros y derecha sindicalistas y peronistas originarios la mayoría de la sociedad se vio envuelta entre medio de un terrible período de violencia al punto tal que se culminó en un nuevo golpe de Estado en 1976. Las dictaduras en la historia argentina comenzaron en 1930 con el derrocamiento de Yrigoyen, luego el golpe de 1943 , estos dos golpes con participación de Perón, quién luego sufrió el Bombardeo de la Plaza de Mayo en 1955, posteriormente hubo golpes a Frondizi, Illia alentados por un Perón en el exilio y el último fue entre los años 1976 y 1983 con la recuperación de la democracia.
Como venía pasando desde Pescado Rabioso, Spinetta solía inspirarse en textos literarios, obras pictóricas o culturas no occidentales para componer sus canciones y organizar conceptualmente sus álbumes. En el caso del álbum Invisible, se destacan la influencia de sus lecturas sobre las culturas americanas precolombinas, especialmente la Civilización incaica, así como la obra del pintor holandés M.C. Escher y los libros de Carl Jung dedicados a la cultura oriental y los mandalas.

## El tema

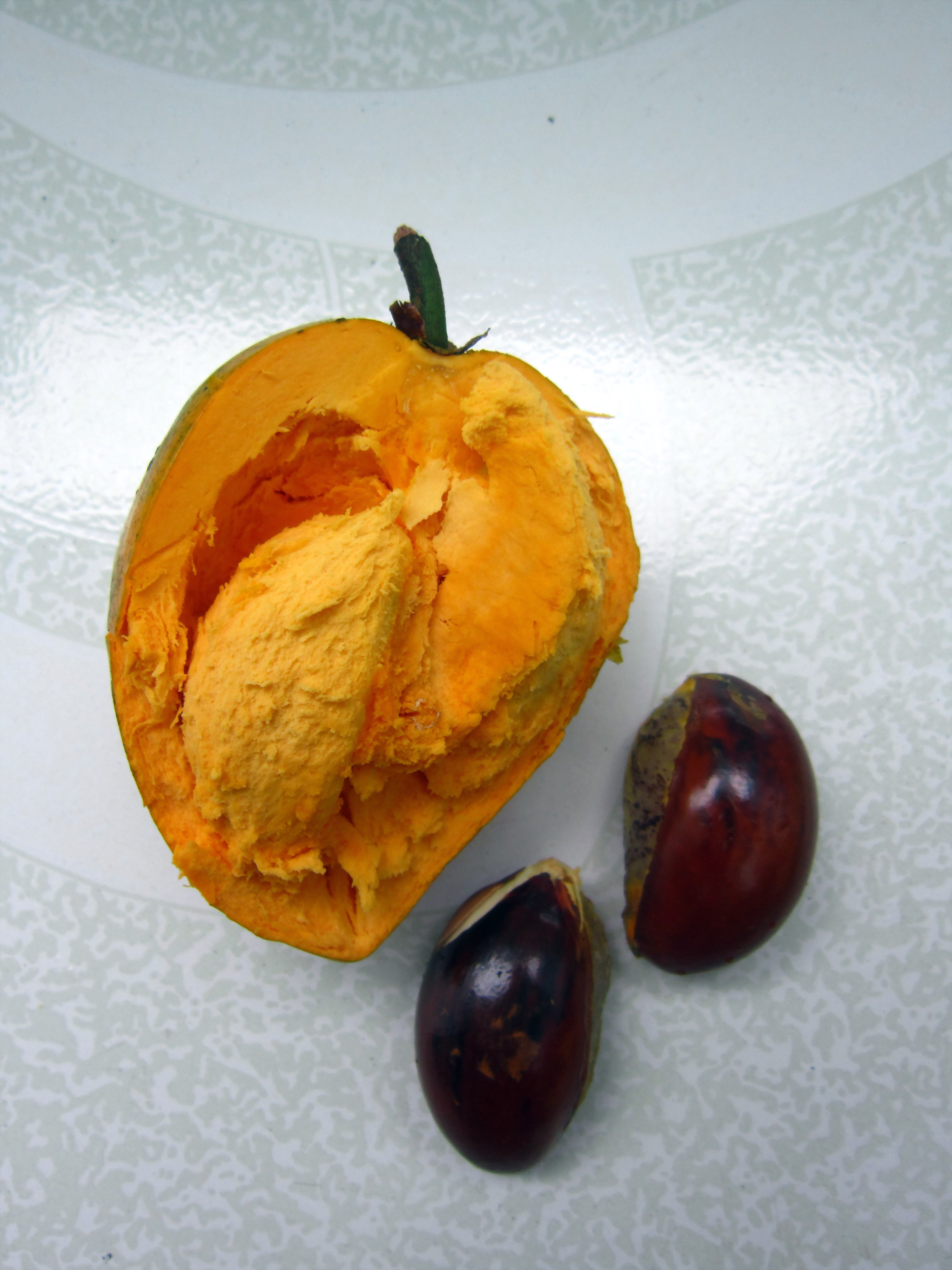
La lúcuma es una fruta dulce de origen peruano, proveniente de la cultura incaica, con la que se hace un delicioso jugo. Spinetta lo probó en 1969 al viajar a Perú.

El tema es el primer track del álbum Invisible.
La lúcuma es una fruta dulce de origen peruano, proveniente de la cultura incaica, muy utilizada en la gastronomía peruana y en todos los países del Pacífico sudamericano. La fruta es virtualmente desconocida en Argentina, pero Spinetta había estado en Ancón, cerca de Lima, en los inicios de Almendra y pudo haber probado el jugo de lúcuma en aquella oportunidad.
La letra del tema en la contratapa está presidido por la obra "Tres esferas I" de M.C. Escher, mencionadas también en la letra.
La música comienza con un extraño sonido similar a un órgano ejecutado por la guitarra, para dar paso a un riff y la voz de Spinetta apareciendo para cantar «jugo de lúcuma chorreando en mi». Las melodías cantadas se alternan con sucesivos cambios de ritmo con influencia del jazz y dos solos de guitarra, el último de los cuales termina abrutamente para finalizar la canción. Fue uno de los dos temas del álbum que Spinetta incluyó en el recital de las Bandas Eternas en 2009.
En la letra Spinetta bebe del "cuerpo de lúcuma" de una mujer llamada Lorena. Las esferas de Escher, en tanto, esperan solas y ardiendo:

Lorena duerme,
perdió los zapatos,
manchas de rouge y sangre
impiden verla.
Arcos de luces de aquella noche
en la que bebí de su cuerpo de lúcuma.
"Jugo de lúcuma" (frag)